# BumaStemra
BumaStemra is een Nederlandse collectieve beheersorganisatie die in Nederland de belangen behartigt voor componisten, tekstdichters en muziekuitgevers op het gebied van muziekauteursrecht. BumaStemra is de werkorganisatie van de Vereniging Buma (Bureau voor Muziek-Auteursrechten) en de Stichting Stemra (Stichting tot Exploitatie van Mechanische Reproduktierechten voor Auteurs).
Buma is sinds haar oprichting wettelijk verantwoordelijk voor het innen van vergoedingen voor de openbaarmaking van muziekwerken in Nederland. Dit betekent dat Buma als enige organisatie deze taak uitvoert, zoals vastgelegd in de wet. Stemra richt zich op de vergoeding voor het gebruik van muziekwerken op beeld- en geluidsdragers, en is in Nederland de aangewezen partij voor het innen van deze mechanische rechten.
Internationaal bestaan vergelijkbare organisaties die dezelfde functies vervullen:
- Sabam in België
- GEMA in Duitsland
- SACEM in Frankrijk
- PRS for Music in het Verenigd Koninkrijk

Deze organisaties werken samen om de rechten van makers internationaal te beschermen en te beheren.

## Geschiedenis
De vereniging Buma werd kort na het invoeren van de Auteurswet 1912 opgericht in 1913. Het initiatief voor de oprichting werd genomen door onder anderen de componist en latere dirigent van het USO, Jan van Gilse, en componist Abraham Dirk Loman jr. Buma regelt de toestemming en vergoeding voor openbare muziekuitvoeringen. Naar aanleiding van de opkomst van de grammofoonplaat richtte deze vereniging in 1936 de stichting Stemra op. Stemra richt zich op het "mechanisch reproductierecht": het kopiëren van muziek op cd's en dergelijke.
Tussen 1974 en 1977 stelde BumaStemra de Nationale Hitparade samen. Vanaf eind 1977 ging Intomart deze taak uitvoeren onder auspiciën van BumaStemra. Vanaf 1978 werden de jaarlijsten op basis van verkoop samengesteld.
BumaStemra meldt op haar website 38.000 aangesloten componisten, tekstdichters en muziekuitgevers en ongeveer 121 fte aan medewerkers te hebben.

## Werkzaamheden
BumaStemra int geld dat wordt uitgekeerd aan componisten (33,3%), tekstschrijvers (33,3%) en de muziekuitgevers (33,4%). Een groot gedeelte van de componisten, tekstdichters en muziekuitgevers in Nederland (meer dan 22.000) is rechtstreeks aangesloten bij BumaStemra. Door internationale samenwerking behartigt BumaStemra de belangen van een veelvoud daarvan.

## Overige activiteiten
Naast het innen en verdelen van auteursrechten voert Buma nog een aantal andere activiteiten uit. Via de Stichting Buma Cultuur – die geheel door Buma wordt gefinancierd – worden activiteiten als Muzikantendag, Amsterdam Dance Event, de Jazzdag en Buma Rotterdam Beats georganiseerd. Ook draagt Buma bij aan EuroSonic/Noorderslag, Toonzetters en MusicXport.nl.
Ook is aan de site van BumaStemra een titelcatalogus gekoppeld waarop op een specifieke zoekvraag gezocht kan worden op titel, uitvoerende, componist, tekstschrijver en bewerker. Deze catalogus is echter niet foutloos of volledig.

## Opspraak
De organisatie kwam regelmatig in opspraak.
- In 2006 kwam volgens de VVD maar weinig geld terecht waar het thuishoort; zo had BumaStemra voor ruim 330 miljoen euro aan aandelen, waarvan 46 miljoen was verdwenen. De organisatie Videma, die over de videorechten gaat, zou ook 19,4 miljoen euro hebben geïnd, waarvan maar 6,3 miljoen uitgekeerd zou zijn.[5]
- In 2009 wilde de organisatie van websites voor elk YouTube-filmpje een minimumbedrag van 130 euro vragen. Hierdoor zouden ook kinderen met bijvoorbeeld een Hyves-pagina voor honderden euro's aan heffingen kunnen krijgen.[6]
- In 2011 had BumaStemra onterecht 2 miljoen euro uitbetaald aan een onder pseudoniem ingeschreven softwareontwikkelaar, die zijn verstrengelde belangen te eigen bate inde. Er zou geen openheid over de gang van zaken worden gegeven, ondanks protesten van de leden.[7]
- Uit een uitzending van PowNews in het najaar van 2011 blijkt dat bestuurslid Jochem Gerrits zijn functie heeft misbruikt. De kwestie gaat om een werk dat door de componist Melchior Rietveldt is geproduceerd in 2006. Dit werk is zonder zijn toestemming gedistribueerd op dvd's in een spotje van de filmindustrie. Abusievelijk vermeldden de media dat het om een antipiraterijspot van Stichting Brein zou gaan. Stichting Brein is echter niet bij deze kwestie betrokken. De componist heeft de zaak in 2007 kenbaar gemaakt bij BumaStemra, waarbij er geen resultaat is gehaald. BumaStemra-bestuurslid Jochem Gerrits heeft eind 2011 aangeboden het werk bij zijn eigen uitgeverij High Fashion Music onder te brengen om langs die weg snel de vergoeding te kunnen innen. Hierbij zou zijn uitgeverij wel 1/3 van de inkomsten ontvangen. Gerrits legde naar aanleiding van dit incident zijn functie bij BumaStemra neer. De bestuurder heeft toen laten weten dat de aantijgingen niet kloppen, maar dat hij zijn handen vrij wil hebben voor zijn verdediging.[8][9] Hoewel de Raad voor de Journalistiek later PowNews berispte, vonden de rechtbank en het gerechtshof dat Gerrits terecht door PowNews van corruptie was beschuldigd.[10]

## Verspreiding van muziek via internet
In 2007 startten Creative Commons Nederland en BumaStemra een pilot om muziekauteurs meer keuzevrijheid te bieden in de wijze van verspreiding van hun werken via internet. Binnen deze pilot is het bijvoorbeeld voor bands mogelijk om BumaStemra vergoedingen te laten innen voor commercieel gebruik van het werk, en tegelijkertijd het repertoire te delen ter promotie onder Creative Commons Licenties voor niet-commercieel gebruik.
In 2009 startte BumaStemra met een heffing op embedding en hyperlinks. Deze controversiële heffing leidde tot veel protesten. In 2012 won BumaStemra een bodemprocedure tegen radioportal Nederland.fm. De radioportal ging niet in hoger beroep. Kicking the Habit, een onafhankelijk muziekplatform voor alternatieve muziek dat gebruikmaakt van embedded muziekvideo's, besloot de werking van haar website zo aan te passen dat zij buiten de definities van de embedheffing viel.
In februari 2014 besloot het Europees Hof van Justitie in een vergelijkbare zaak dat embedden en hyperlinks niet onder het auteursrecht vallen, omdat geen sprake is van "nieuw publiek". Twee weken na dit arrest, waarin de druk vanuit de politiek toenam (GroenLinks stelde Kamervragen en de Piratenpartij onderzocht de mogelijkheden om betaalde embedheffing met terugwerkende kracht terug te halen), schafte BumaStemra de embedheffing af.

## Dutch Writers Camp
In oktober 2009 organiseerde BumaStemra het Dutch Writers Camp, waarbij tien geselecteerde liedjesschrijvers vijf dagen lang met wereldberoemde songwriters en producers konden samenwerken. Het Dutch Writers Camp vond plaats in Earforce; de geluidsstudio in Amsterdam. De songwriter die tijdens de studiodagen het beste liedje schreef, kreeg de mogelijkheid zijn of haar nummer door een internationale topartiest uit te laten voeren.